# Гротеск (шрифт)
Гроте́ск, ру́бленый шрифт (брит. англ. sans serif, от фр. sans — «без» и англ. serif — «засечка») — шрифт без засечек. В более точной и развёрнутой формулировке: «Гарнитура шрифта, подобного египетскому, с равной толщиной всех штрихов, но, в отличие от египетского шрифта, без засечек и с максимальной насыщенностью строки, создающей напряжённое впечатление… Отсюда название».

## История и общая характеристика
Первый наборный шрифт этого класса был создан в 1816 году. Он применялся для привлечения внимания в рекламе и типографских заголовках. Основоположником современных типографских универсальных гротесков считается шрифт «акциденц-гротеск», разработанный в 1896 году неизвестным художником фирмы «Berthold». В XX веке гротески применялись как для акциденций (так называются дополнительные элементы типографского набора), так и для сплошного текста. Среди так называемых «рубленых шрифтов» в XX веке наибольшее распространение получили шрифты — «франклин готик» (1905), «гельветика» (1957), «универс» (1957). Гротески считаются основной шрифтовой гарнитурой Швейцарского стиля.

## Старые гротески
Наборные шрифты без засечек с небольшим контрастом в толщинах основных и соединительных штрихов, одноширинные с полузакрытой апертурой. Знаки имеют простую форму с крупным очком строчных. 

Впервые появились в начале XIX века в Англии, и использовались как плакатные и акцидентные в афишах, объявлениях и вывесках, поскольку в результате английской промышленной революции в это время появилась первая реклама. В конце XIX века стали применяться для набора длинных текстов, вначале технического и рекламного характера.
Примеры шрифтов: Akzidenz-Grotesk, Franklin Gothic

## Геометрические гротески
Геометрические гротески имеют строгие геометрические формы букв. Часто их используют для заголовков, так как основной текст, набранный ими, плохо читается.

Примеры шрифтов: Футура, Готэм.

## Статические (новые) гротески
Одноширинные шрифты почти без контраста, с закрытой апертурой и крупным очком строчных знаков, сильно развитые по начертаниям. Верхние выносные элементы этих шрифтов равны росту прописных знаков.

Новые гротески созданы в 50-х годах XX века швейцарской школой типографики и имеют функциональное предназначение, что позволяет характеризовать эти шрифты как стандартный «стакан» для любого текста.

В книге «Syntax-Antiqua, eine serifenlose Linearschrift auf neuer Basis (Syntax, a Sans Serif on a New Basis)» [Gebrauchsgraphik, 1970] Эрих Шульц-Анкер (арт-директор в D Stempel AG) противопоставляет машинное построение Гельветики гуманистическим чертам Syntax, как «статичные» и «динамичные» формы.

В 1998 году Индра Купфершмид в комитете по классификации шрифтов Немецкого института по стандартизации предложила классифицировать эти шрифты по впечатлению и форме как неоклассический стиль (Klassizistischer) со статичной формой. Это поддержали Ганс Петер Вильберг и Макс Болльваге.
Примеры шрифтов: Гельветика, Ариал

## Гуманистические, динамические гротески
Гуманистические гротески возникли как ответ геометризму ранних гротесков. При разработке таких шрифтов использовались наработки из антикв старого стиля. Такие шрифты обычно имеют небольшой контраст и открытый рисунок.

Согласно выводам доктора Джеймса Шиди из Лаборатории зрительной эргономики Колледжа оптометрии Тихоокеанского университета, гуманистические гротески с наиболее широким очком строчных знаков, к примеру: Вердана, DejaVu Sans, созданные на основе шрифта Frutiger, лучше всего подоходят для чтения длинных текстов. Динамичная форма и разборчивый контур отдельных знаков способствуют движению взгляда по строке, а также снижают аккомодационную нагрузку на зрение.
Примеры шрифтов: Gill Sans, Frutiger.